# Heteronema diaphanum
Heteronema diaphanum is een soort in de taxonomische indeling van de Euglenozoa. Deze micro-organismen zijn eencellig en meestal rond de 15-40 mm groot. Het organisme komt uit het geslacht Heteronema en behoort tot de familie Peranemaceae. Heteronema diaphanum werd in 1939 ontdekt door Skuja.